# Mojżesz Lipman
Mojżesz Jakub Lipman (ur. 20 lutego 1893 w Opatowie, zm. ?) – polski aktor żydowskiego pochodzenia, który zasłynął głównie z ról w przedwojennych żydowskich filmach i sztukach teatralnych w języku jidysz. W latach 1946–1948 kierownik artystyczny Teatru Żydowskiego w Łodzi.

## Życiorys
Pochodził z rodziny chasydzkiej. W młodości przeprowadził się wraz z rodzicami do Warszawy, gdzie uczęszczał do chederu. W wieku dwunastu lat podjął pracę zarobkową jako zegarmistrz.
W 1907 roku dołączył do amatorskiej, jidyszowej grupy teatralnej. W 1909 roku został aktorem w profesjonalnych grupach teatralnych podróżujących po Polsce i Imperium Rosyjskim. W 1912 roku występował w teatrze Juliusza Adlera w Łodzi, a w latach 1913–1914 w Teatrze Scala. Po wybuchu I wojny światowej wyjechał do Rosji i tam występował.
W 1918 roku był jednym z założycieli państwowego teatru żydowskiego w Odessie. W 1920 roku powrócił do Polski i odbył trasę po Galicji. Od 1921 roku występował w Warszawie, a w 1926 roku był kierownikiem Teatru Scala w Łodzi. W 1928 roku współpracował z Teatrem im. Kamińskiego w Warszawie.
Był również autorem sztuki Di tsen fun paviak. Podczas kampanii wrześniowej został lekko ranny, następnie przebywał w getcie warszawskim.
Jego losy po 1948 roku są nieznane.

## Filmografia
- 1947: My, którzy przeżyliśmy – jako on sam
- 1937: Ślubowanie – jako Chaim
- 1937: Dybuk – jako Sender
- 1929: W lasach polskich – jako Abram
- 1925: Jeden z 36 – jako rabin Nuchen Parnes
- 1924: Ślubowanie – jako ojciec łamiący ślubowanie